# SEXY BOY ～依偎著微風～
《SEXY BOY ～依偎著微風～》（SEXY BOY ~そよ風に寄り添って~）是日本女子音樂組合「早安少女組。」的第29张单曲，於2006年3月15日由zetima发售。

## 概要
- 此單曲有3個版本，分別有「初回生産限定盤A」、「初回生産限定盤B」和「CD ONLY」。
- 在3月27日於公信榜单曲週排行榜取得第4位。

## 收錄内容

### CD（初回生産限定盤A - B, CD ONLY）
1. SEXY BOY ～依偎著微風～
（作詞・作曲：淳君 編曲：高橋諭一）
2. Chance Chance Boogie（チャンス チャンス ブギ）
（作詞・作曲：淳君  編曲：高橋諭一）
3. SEXY BOY ～依偎著微風～(Instrumental)